# 7931 Крістіанпедерсен
7931 Крістіанпедерсен (7931 Kristianpedersen) — астероїд головного поясу, відкритий 13 березня 1988 року.
Тіссеранів параметр щодо Юпітера — 3,492.